# Giacinto Brandi

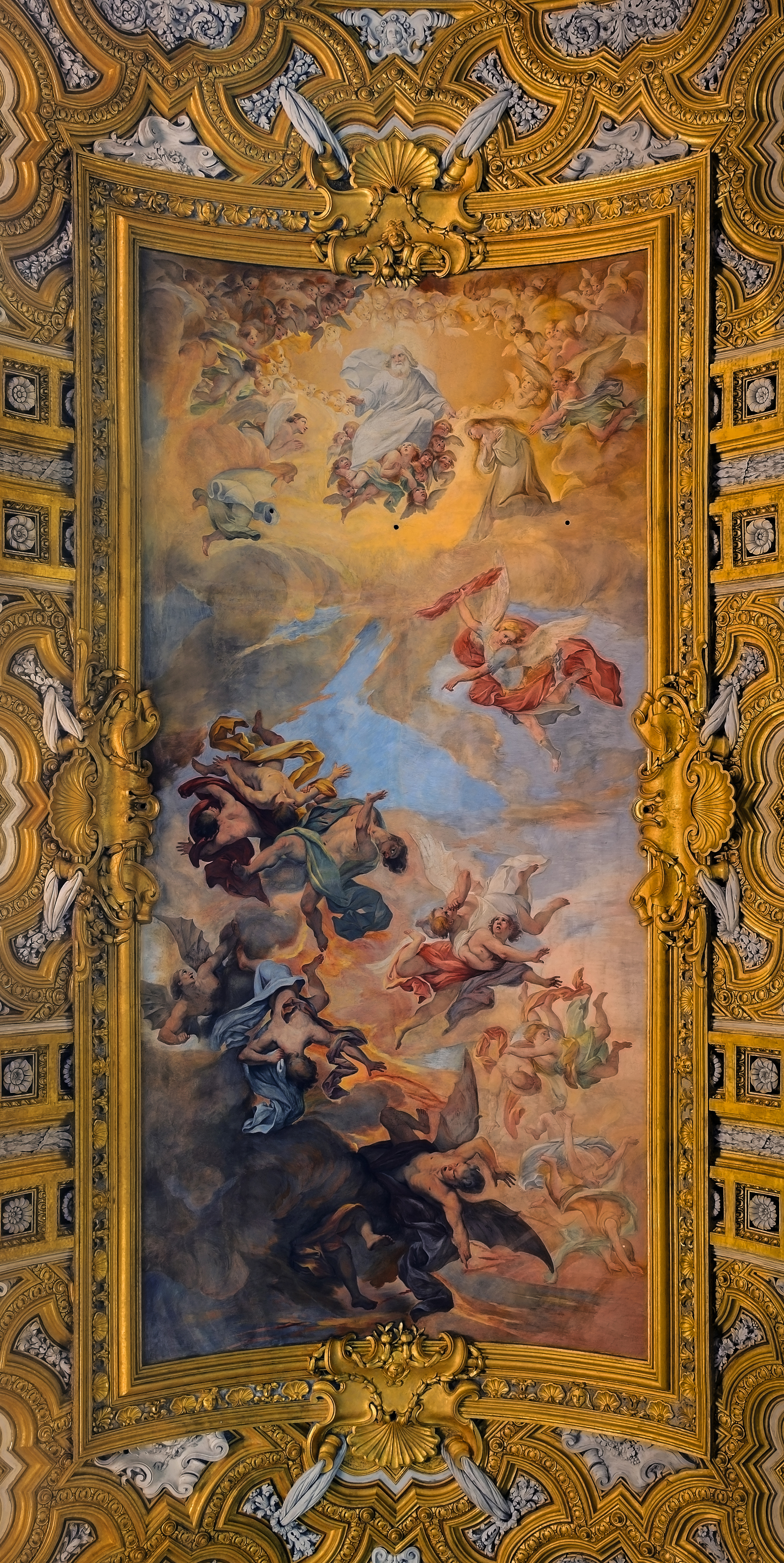
Änglarnas fall, takfresk i kyrkan San Carlo al Corso i Rom.

Giacinto Brandi, född 1621 i Poli, död 19 januari 1691 i Rom, var en italiensk barockmålare, verksam i Rom och Neapel. Brandi har utfört verk i bland annat Sant'Andrea al Quirinale, San Carlo al Corso, San Carlo ai Catinari och Santissime Stimmate di San Francesco.

## Verk i Rom i urval
- Den heliga Rita av Cascia – Sant'Agostino in Campo Marzio[1]
- Den helige Johannes av Sahagún – Sant'Agostino in Campo Marzio[2]
- Kristi gisslande – Sant'Andrea al Quirinale[3]
- Kristus möter Veronika – Sant'Andrea al Quirinale[3]
- Nedtagandet från Korset – Sant'Andrea al Quirinale[3]
- Den helige Blasius martyrium – San Carlo ai Catinari[4]
- Änglarnas fall – San Carlo al Corso[5]
- Den Heliga Treenigheten – Santa Francesca Romana[6]
- Jungfru Marie förhärligande – Gesù e Maria[7]
- Jungfru Marie kröning – Gesù e Maria[8]
- Den heliga Margareta – Santa Margherita in Trastevere[9]
- Den helige Andreas martyrium – Santa Maria in Via Lata[10]
- De fyrtio martyrerna – Santissime Stimmate di San Francesco[11][12]

## Bilder

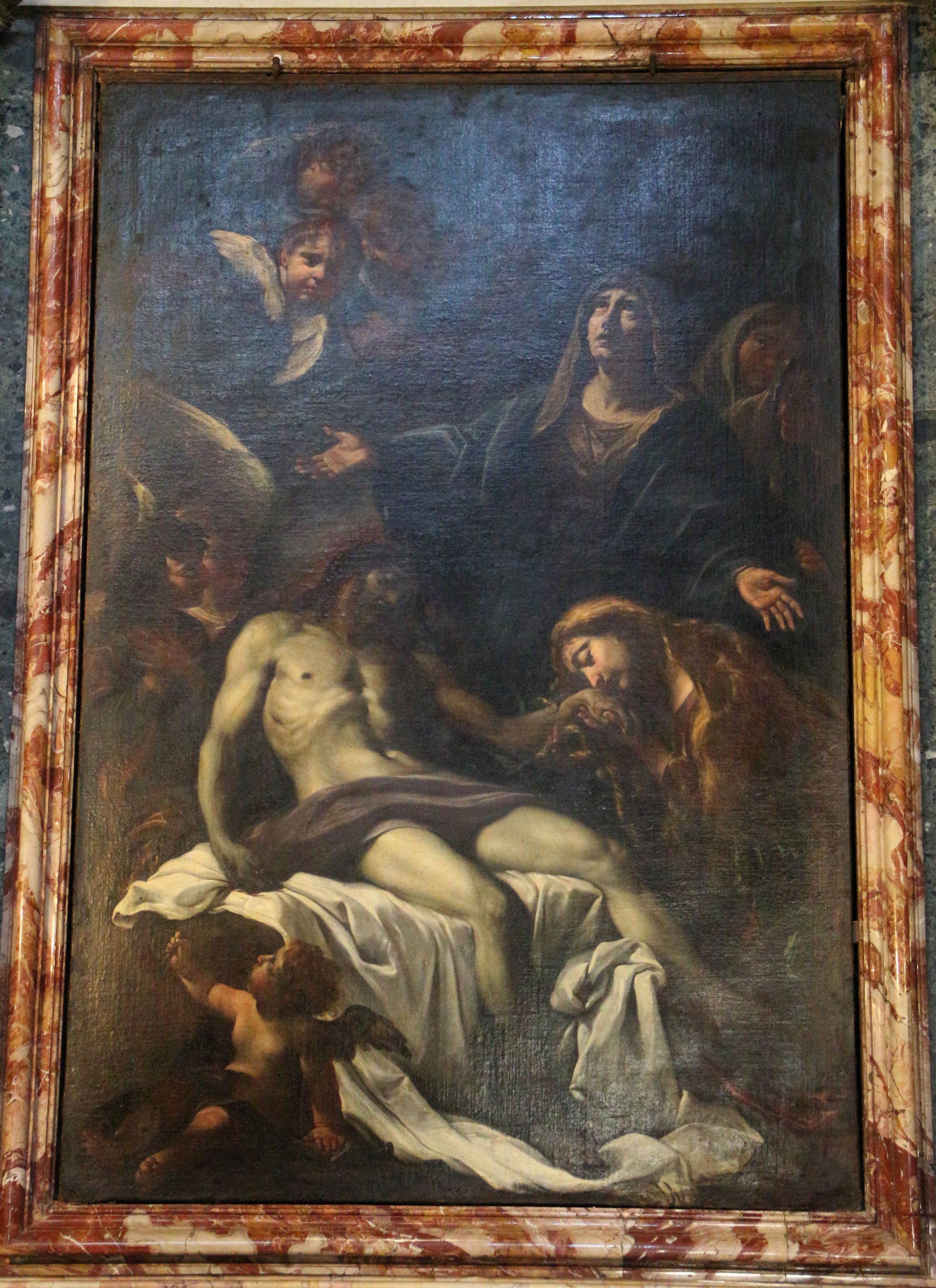
Nedtagandet från Korset, Sant'Andrea al Quirinale.
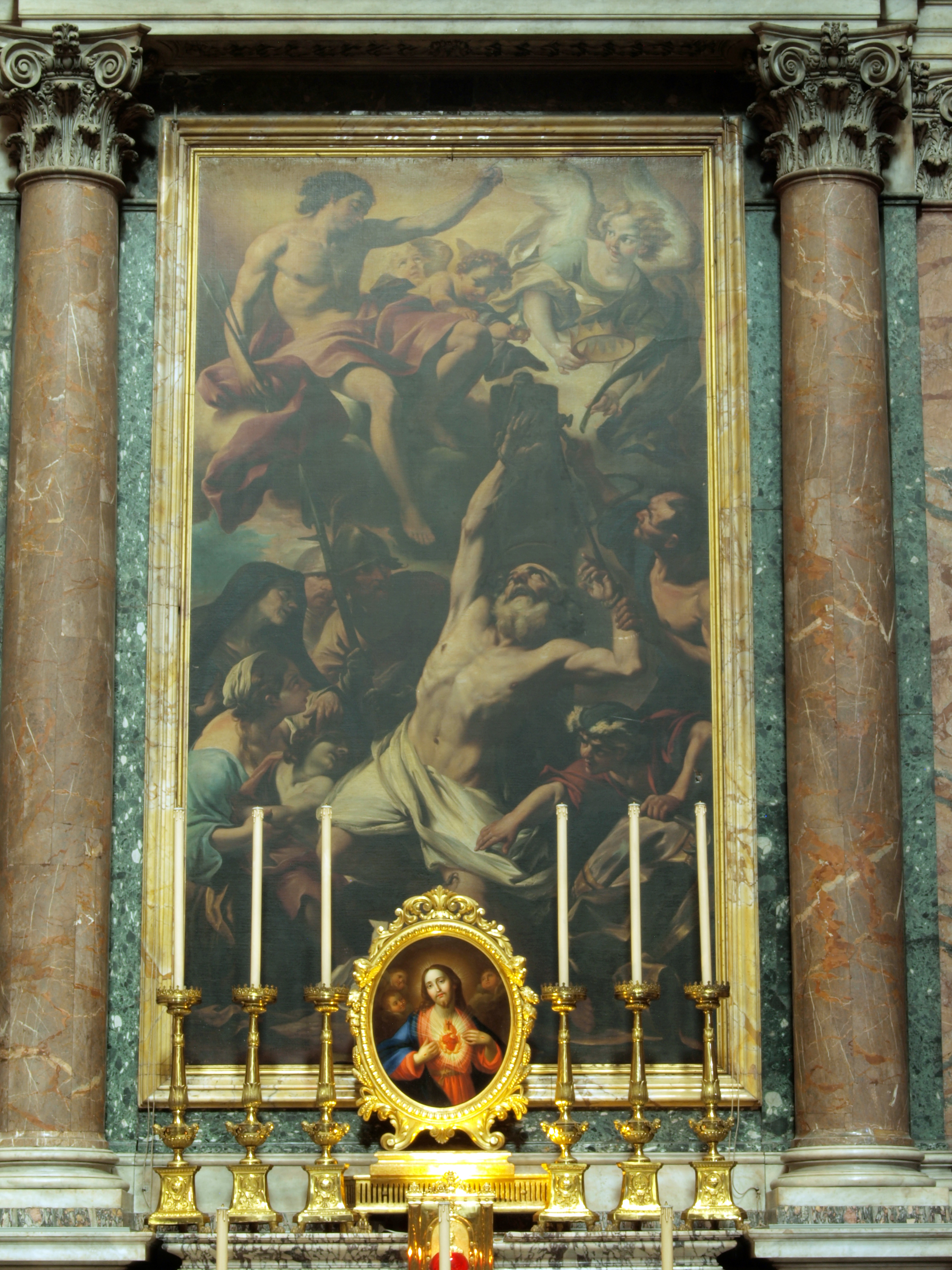
Den helige Blasius martyrium, San Carlo ai Catinari.
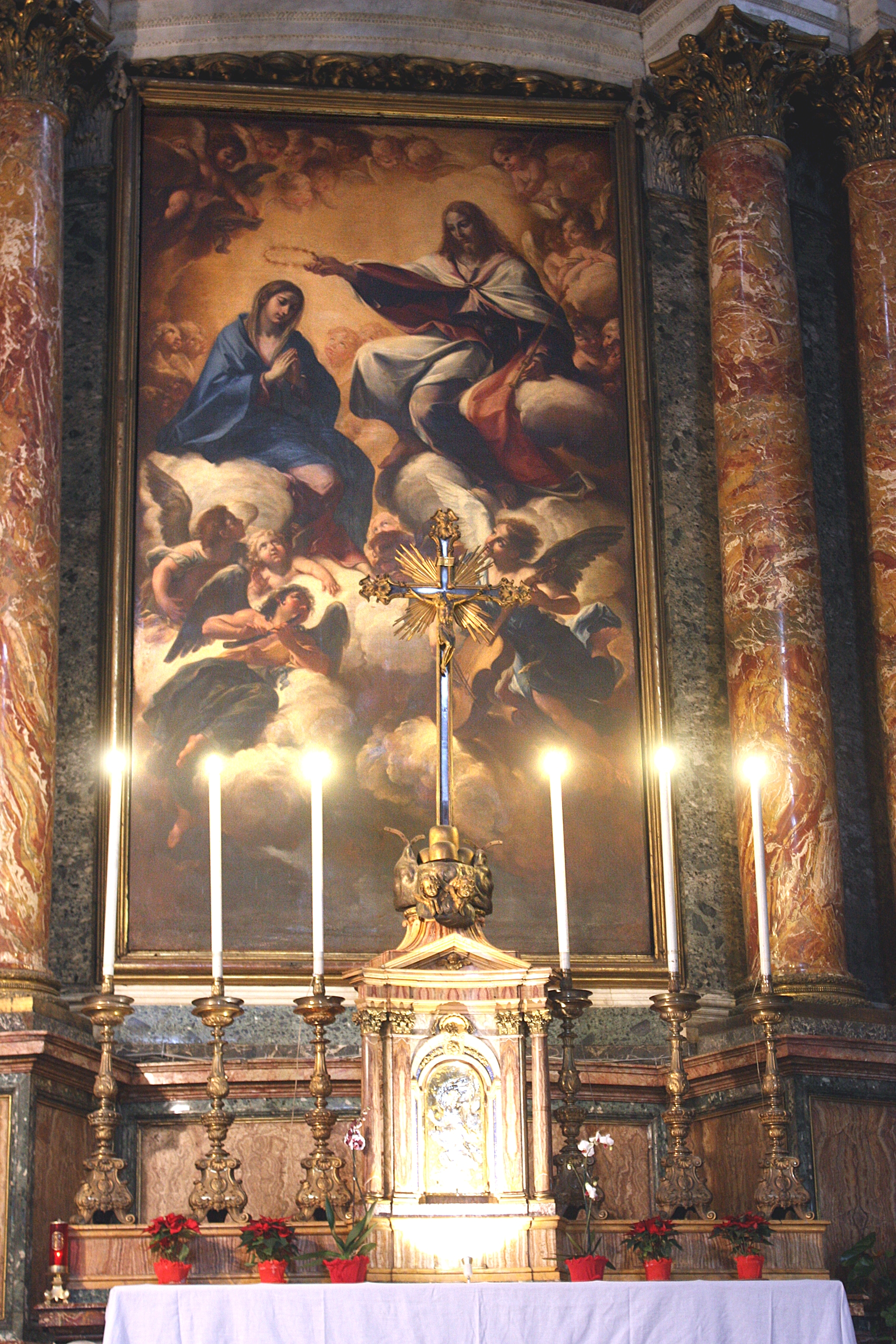
Jungfru Marie kröning, Gesù e Maria.